# Theurgus zimini
Theurgus zimini là một loài ruồi trong họ Asilidae. Theurgus zimini được Richter miêu tả năm 1966. Loài này phân bố ở vùng Cổ Bắc giới.